# Ambla
Ambla är en ort i Estland. Den ligger i Ambla kommun och landskapet Järvamaa, i den centrala delen av landet, 70 km öster om huvudstaden Tallinn. Ambla ligger 105 meter över havet och antalet invånare är 352.
Terrängen runt Ambla är platt. Runt Ambla är det glesbefolkat, med 13 invånare per kvadratkilometer. Närmaste större samhälle är Tapa, 10,0 km nordost om Ambla. Omgivningarna runt Ambla är en mosaik av jordbruksmark och naturlig växtlighet.